# Пожаров, Николай Арсеньевич
Никола́й Арсе́ньевич Пожа́ров (25 ноября 1895, Ярославская губерния — 20 июня 1925, Ленинград) — советский чекист, председатель Ярославского горуездисполкома (1918).

## Биография
Родился в крестьянской семье в д. Золотково, под Некоузом Ярославской губернии (по другой версии — в сельце Золотково Меленковского уезда Владимирской губернии). Закончил уездное училище. С 1914 года рабочий в Петрограде (токарь завода «Новый Лесснер»), с 1915 года матрос Балтийского флота (в учебно-минном отряде). Член РСДРП(б) с 1916 года (по другой версии с марта 1917 года), был арестован за антивоенную пропаганду, освобожден в ходе февральских событий.
После Февральской революции в марте 1917 года от учебного судна «Азия» был избран в состав Кронштадтского совета. Член исполкома Кронштадтского совета. С июня 1917 года — представитель Кронштадта в Центрофлоте, член Кронштадтского комитета РСДРП(б), Военно-технической комиссии при исполкоме Совета, участвовал в отправке в Петроград из Кронштадта моряков на июльскую демонстрацию, а затем пяти тысяч десантников для подавления выступления Л. Г. Корнилова. Во время корниловского выступления был комиссаром гаваней Кронштадта.
В сентябре 1917 года командирован ЦК партии в Севастополь в составе большевистского агитдесанта, стал секретарем местного комитета партии, после Октябрьского переворота возглавил местный Совет, член ВРК и комиссар по охране крепости и города. Участник и активный оратор на I Общечерноморском съезде. В марте-апреле 1918 года член ЦИК ССР Тавриды, после падения советской власти в Крыму — член Военно-морского комиссариата в Москве.
С июня 1918 года направлен в Ярославль; председатель Ярославского уисполкома, член большевистского губисполкома, делегат V съезда Советов. В дни антикоммунистического восстания (с 11 июля) — товарищ председателя губернского военно-революционного комитета и губкома РКП(б), участвовал в подавлении восстания в Ярославле, организовал блокаду восставшего города, запретив 15 июля въезд в него «ввиду тяжелого положения продовольственного вопроса с восстанием белогвардейцев». Был назначен председателем Ярославского горуездисполкома (август — декабрь 1918).
В 1919—1920 годах комиссар штаба Северного фронта, делегат VI Чрезвычайного Всероссийского съезда Советов, председатель ревтрибунала 16-й, затем 6-й армии. С 1921 года работал в ВЧК, затем ГПУ. С 1923 года на партхозработе в Москве и Петрограде.
Умер от туберкулеза. Похоронен на Коммунистической площадке Александро-Невской лавры (южная сторона, гранитная стела).

## Память
Именем Пожарова в 1957 году названа улица в Севастополе (б. Загородный просп.).